# Young-Shin Kim

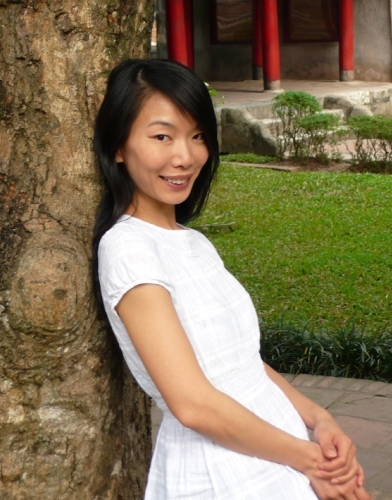
Young-Shin Kim

Young-Shin Kim (chinesisch 金永星; * 8. Oktober 1979 in Seoul, Südkorea) ist eine chinesisch-deutsche Schauspielerin.

## Leben
Young-Shin Kim kam als Kind nach Deutschland. Nach einer klassischen Tanzausbildung spielte sie zunächst von 2004 bis 2005 am Luzerner Theater. Von 2007 bis 2010 arbeitete sie als Schauspielerin an der Volksbühne Berlin bei Frank Castorf in Inszenierungen wie Der Idiot und Nord. In Das Ende vom Anfang spielte und tanzte sie in unter der Regie von Ueli Jäggi.
Außerdem wirkt sie in zahlreichen Fernseh- und Kinofilmen mit, darunter mehrfach in der Reihe Tatort.
Young-Shin Kim lebt in Berlin.

## Filmografie (Auswahl)
- 1999: Der Landarzt (Fernsehserie, 2 Episoden)
- 2001: Die Wache (Fernsehserie, 1 Episode)
- 2002–2003: Hinter Gittern – Der Frauenknast (Fernsehserie, 15 Episoden)
- 2003: Sperling (Fernsehserie, 1 Episode)
- 2004: En Garde
- 2004: Make My Day
- 2005: Lightning Bolts and Man Hands (Kurzfilm)
- 2005: Der Fischer und seine Frau
- 2005: Tatort: Scheherazade
- 2005: Ausgerechnet Weihnachten (Fernsehfilm)
- 2006: SOKO Kitzbühel (Fernsehserie, 1 Episode)
- 2006: Kunstfehler (Fernsehfilm)
- 2007: Ein starkes Team: Stumme Wut  (Fernsehserie, 1 Episode)
- 2007: KDD – Kriminaldauerdienst (Fernsehserie, 1 Episode)
- 2007: R.I.S. - Die Sprache der Toten (Fernsehserie, 1 Episode)
- 2007: Dating Vietnam
- 2007: Die Fliege (Kurzfilm)
- 2007: Tatort: Der Traum von der Au
- 2008: Unschuld
- 2008: Der Alte (Fernsehserie, 1 Episode)
- 2009: Polizeiruf 110: Endspiel (Fernsehserie, 1 Episode)
- 2010: Der Albaner
- 2011: Going Global (Fernsehserie, 1 Episode)
- 2012: Tatort: Nachtkrapp
- 2013: Tatort: Eine Handvoll Paradies
- 2013: Das Alte Haus (Fernsehfilm)
- 2013: Der Komödienstadel: Allein unter Kühen
- 2014: Argo 2
- 2016: SOKO München (Fernsehserie, 1 Episode)
- 2020: Zeit der Monster